# Капел Балагје
Капел Балагје (фр. Capelle-Balaguier) насеље је и општина у јужној Француској у региону Миди Пирене, у департману Аверон која припада префектури Вилфранш де Руерг.
По подацима из 2011. године у општини је живело 282 становника, а густина насељености је износила 21,11 становника/km². Општина се простире на површини од 13,36 km². Налази се на средњој надморској висини од 300 метара (максималној 400 m, а минималној 214 m).

## Демографија
| 1962. | 1968. | 1975. | 1982. | 1990. | 1999. | 2011. |
| ----- | ----- | ----- | ----- | ----- | ----- | ----- |
| 192   | 206   | 215   | 227   | 246   | 240   | 282   |

График промене броја становника у току последњих година